# Una estrella en el cielo
Una Estrella En El Cielo es un álbum póstumo de dos formatos CD y DVD de la cantante española Rocío Dúrcal, realizado y dirigido por el productor español Carlos López y con la colaboración especial de Carlos De Las Heras en el DVD, lanzado al mercado el 30 de noviembre del 2010, El álbum contiene un CD con sus temas más exitosos a dúos con catorce artistas, algunos de ellos grabados en vida por la cantante y otros dúos realizados digitalmente. También incluye un DVD donde se muestra un documental en el cual la hija de la artista Carmen Morales, relata la historia personal, artística y humana de Rocío Dúrcal, en la cual se puede ver a la artista en su intimidad familiar, haciendo su primer show en Las Vegas, disfrutando de sus vacaciones familiares y concediendo entrevistas para varios medios de comunicación. En la edición para México y España el álbum se lanzó junto con un libro donde narra la historia biográfica de la artista, anécdotas e imágenes inéditas de la cantante en su entorno profesional y privado.

## Lista de temas Del CD

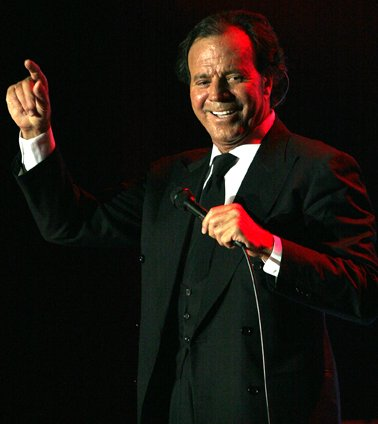
Julio Iglesias Colaborador en Dúo Digital en la canción "Cómo Han Pasado Los Años"

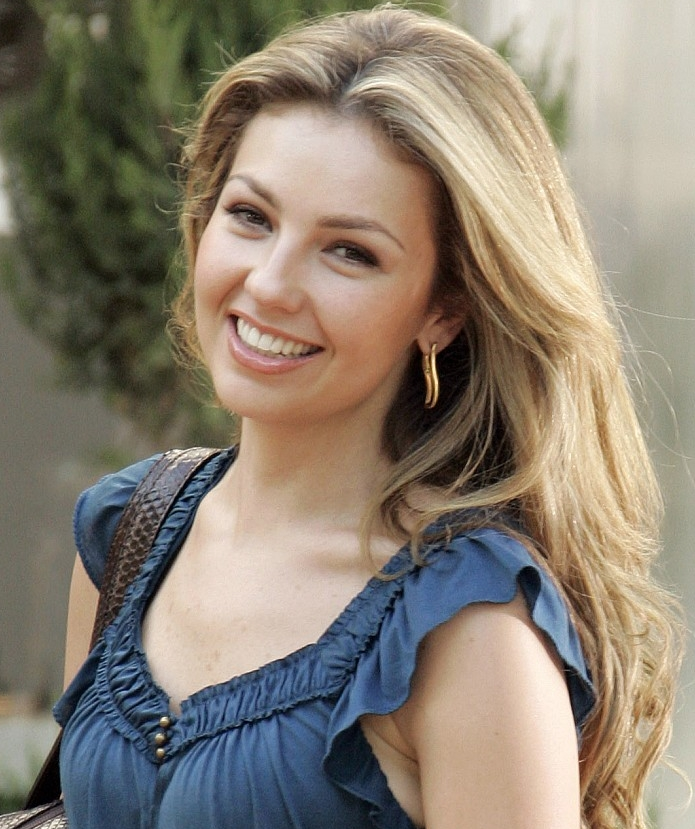
Thalía Colaboradora en la canción "De Qué Manera Te Olvido" por Medio Digital.

|     | Título                                              | Autor(es)                   | Duración |
| --- | --------------------------------------------------- | --------------------------- | -------- |
| 1.  | Cómo Han Pasado Los Años (A Dúo Con Julio Iglesias) | Roberto Livi / Rafael Ferro | 3:32     |
| 2.  | De Qué Manera Te Olvido (A Dúo Con Thalía)          | Federico Méndez             | 2:42     |
| 3.  | Luz De Luna (A Dúo Con Manolo García)               | Álvaro Carrillo             | 3:24     |
| 4.  | Me Gustas Mucho (A Dúo Con Amaia Montero)           | Juan Gabriel                | 3:01     |
| 5.  | Si Nos Dejan (A Dúo Con Sergio Dalma)               | José Alfredo Jiménez        | 3:06     |
| 6.  | La Gata Bajo La Lluvia (A Dúo Con Natalia Jiménez)  | Rafael Pérez Botija         | 3:09     |
| 7.  | Y nos dieron las diez (A Dúo Con Joaquín Sabina)    | Joaquín Sabina              | 5:08     |
| 8.  | Hasta Que Vuelvas (A Dúo Con Carmen Morales)        | Kike Santander              | 3:57     |
| 9.  | Jamás Te Dejaré (A Dúo Con Antonio Morales)         | Rafael Pérez Botija         | 3:30     |
| 10. | Amor Eterno (A Dúo Con Shaila Dúrcal)               | Juan Gabriel                | 6:28     |
| 11. | Si Piensas... Si Quieres (A Dúo Con Roberto Carlos) | Roberto Livi / A. Vezzani   | 3:52     |
| 12. | La Media Vuelta (A Dúo Con José Alfredo Jiménez)    | José Alfredo Jiménez        | 2:41     |
| 13. | La Hora Del Adiós (A Dúo Con Dyango)                | Ray Giraldo                 | 4:20     |
| 14. | Tarde (A Dúo Con Juan Gabriel)                      | Juan Gabriel                | 3:22     |

## DVD "Documental y Libro"

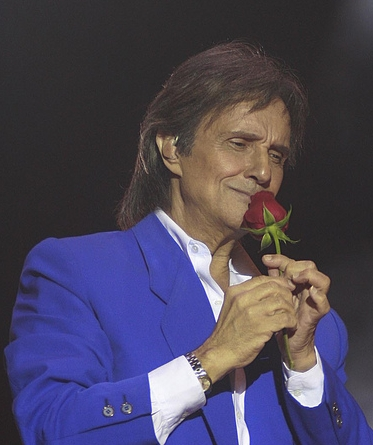
Roberto Carlos Grabó a dúo con Rocío Dúrcal la canción "Si Piensas... Si Quieres" en 1992 incluida en su álbum "Roberto Carlos 1992"

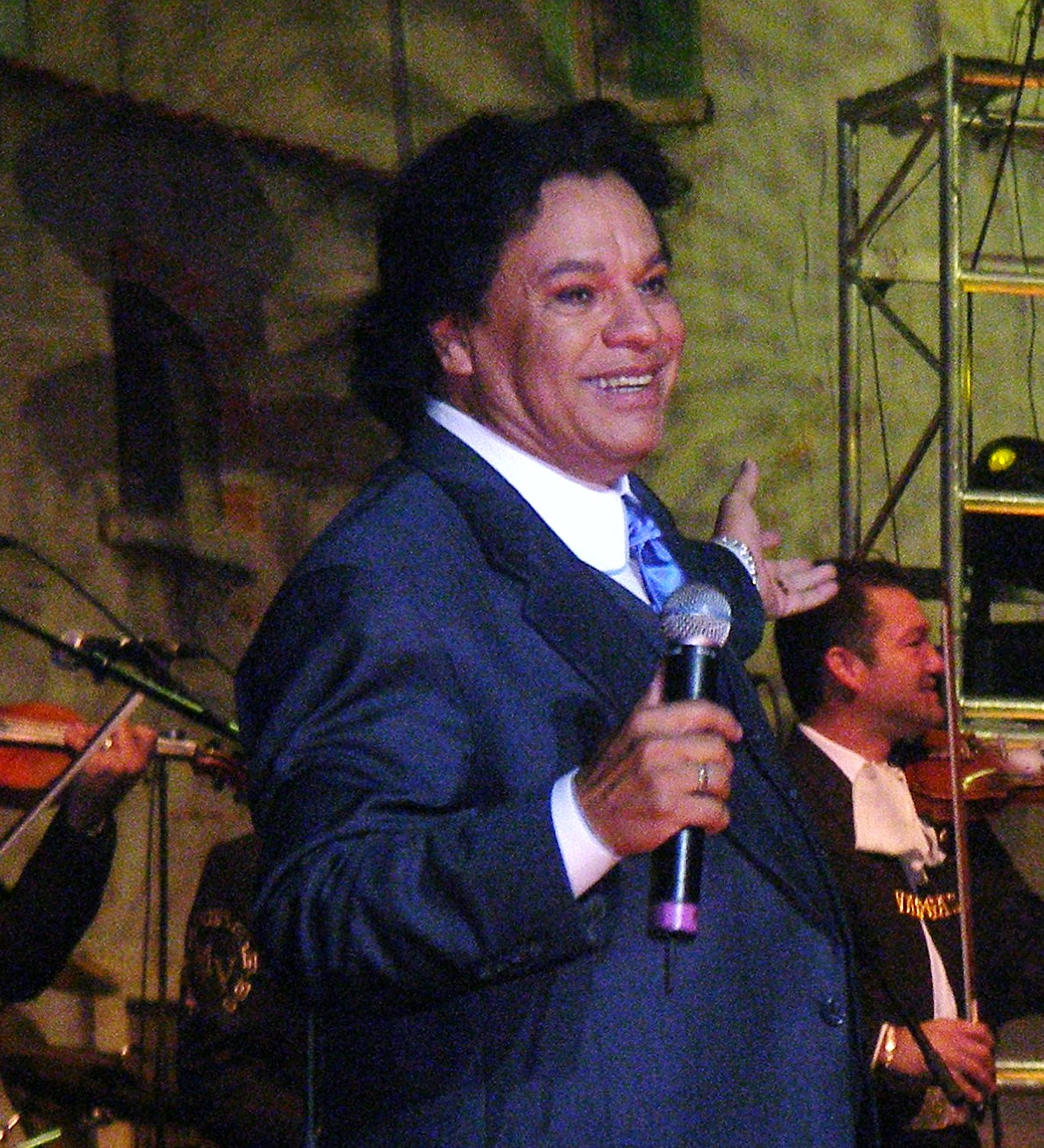
Rocío Dúrcal y Juan Gabriel grabaron a dúo la canción "Tarde" para el álbum "El concierto... En vivo"

El documental también titulado "Una Estrella En El Cielo" la hija de la cantante Carmen Morales relata la historia personal, artística y humana de Rocío Dúrcal con videos del archivo personal de Antonio Morales "Junior", imágenes del archivos de Televisa México, Televisión Española (TVE) y NO-DO y de sus películas, con una duración aproximadamente de 45 Minutos. En este documental se puede ver a la artista en su intimidad familiar, haciendo su primer show en Las Vegas, disfrutando de sus vacaciones familiares y concediendo entrevistas para varios medios de comunicación. En el libro aparecen fotografías de la artista en su entorno profesional y privado con una biografía narrada por el periodista Javier De Montini. Este libro solamente se editó para el mercado de España y después en México ambas con ediciones limitada.

## Listas musicales
| Año  | País     | Lista                   | Mejor Posición           |
| ---- | -------- | ----------------------- | ------------------------ |
| 2011 | España   | PROMUSICAE Albums Chart | 13 (29 Semanas En Lista) |
| 2011 | México   | AMPROFON Albums Chart   | 30 (6 Semanas En Lista)  |
| 2011 | Colombia | ASINCOL Albums Chart    | 1 (21 Semanas En Lista)  |